# Asclepias eriocarpa
Asclepias eriocarpa är en oleanderväxtart som beskrevs av George Bentham. Asclepias eriocarpa ingår i släktet sidenörter, och familjen oleanderväxter. Inga underarter finns listade i Catalogue of Life.